# Liste der Fluggesellschaften in Iran
Dies ist eine Liste der Fluggesellschaften, die in Iran bei der Iran Civil Aviation Organisation (CAO) registriert wurden. Die älteste ist Iran Air.
| Fluggesellschaft     | IATA | ICAO | Rufzeichen  | Heimatflughafen                                                                 | Bemerkung                                                            |
| -------------------- | ---- | ---- | ----------- | ------------------------------------------------------------------------------- | -------------------------------------------------------------------- |
| Iran Air             | IR   | IRA  | IRANAIR     | Flughafen Teheran-Imam Chomeini, Flughafen Teheran-Mehrabad                     | Nationale Fluggesellschaft von Iran, Billigfluggesellschaft von Iran |
| Mahan Air            | W5   | IRM  | MAHAN AIR   | Flughafen Teheran-Imam Chomeini, Flughafen Teheran-Mehrabad                     |                                                                      |
| Iran Aseman Airlines | EP   | IRC  | ASEMAN      | Flughafen Teheran-Imam Chomeini, Flughafen Teheran-Mehrabad                     |                                                                      |
| Zagros Airlines      | ZV   | IZG  | ZAGROS      | Flughafen Abadan, Flughafen Teheran-Mehrabad                                    | Billigfluggesellschaft in Abadan                                     |
| Ata Airlines         | I3   | TBZ  | ATAAIR      | Flughafen Täbris                                                                | Billigfluggesellschaft in Täbris                                     |
| Kish Air             | Y9   | IRK  | KISHAIR     | Flughafen Kisch, Flughafen Teheran-Imam Chomeini, Flughafen Teheran-Mehrabad    | Billigfluggesellschaft in Kisch                                      |
| Qeshm Air            | QB   | IRQ  | QESHM AIR   | Flughafen Qeschm                                                                | Billigfluggesellschaft in Qeschm                                     |
| Meraj Airlines       | JI   | MRJ  | MERAJ       | Flughafen Maschhad, Flughafen Teheran-Imam Chomeini, Flughafen Teheran-Mehrabad | Billigfluggesellschaft in Maschhad                                   |
| Taban Air            | HH   | TBM  | TABAN AIR   | Flughafen Maschhad, Flughafen Teheran-Imam Chomeini, Flughafen Teheran-Mehrabad | Billigfluggesellschaft in Isfahan                                    |
| Iran Air Tours       | B9   | IRB  | AIRTOUR     | Flughafen Teheran-Imam Chomeini, Flughafen Teheran-Mehrabad                     |                                                                      |
| Caspian Airlines     | RV   | CPN  | CASPIAN     | Flughafen Teheran-Imam Chomeini, Flughafen Teheran-Mehrabad                     |                                                                      |
| Naft Air             | NV   | IRG  | NAFT        | Flughafen Teheran-Mehrabad, Flughafen Ahvaz                                     |                                                                      |
| Aram Air             |      | IRW  | ARAM        |                                                                                 | Ein Frachtflugzeug im Jahr 2002 in Betrieb                           |
| Aria Air             |      | IRX  | ARIA        |                                                                                 | keine Flüge seit 2014                                                |
| Arvand Airlines      |      | IRD  | ARVAND      |                                                                                 |                                                                      |
| Atlas Air            |      | IRH  | ATLAS AVIA  |                                                                                 |                                                                      |
| Bonyad Airlines      |      | IRJ  | BONYAD AIR  |                                                                                 |                                                                      |
| Arsh Air             |      | ARS  | ARSH AIR    |                                                                                 |                                                                      |
| Chabahar Airlines    |      | IRU  | CHABAHAR    |                                                                                 |                                                                      |
| Eram Air             | YE   | IRY  | ERAM AIR    |                                                                                 | 2005–2013                                                            |
| Fars Qeshm Air       |      | QFZ  | FARS QESHM  |                                                                                 |                                                                      |
| Ilam Airline         |      | IRY  |             |                                                                                 |                                                                      |
| Naft Airlines        |      | IRG  | NAFT        | Flughafen Teheran-Mehrabad, Flughafen Ahvaz                                     | vormals Iranian Air Transport                                        |
| Navid Air            |      | IRI  | NAVID       |                                                                                 |                                                                      |
| Pariz Air            |      | IRE  | PARIZAIR    |                                                                                 |                                                                      |
| Payam Air            | 2F   | IRP  | PAYAMAIR    | Flughafen Payam, Flughafen Teheran-Mehrabad                                     | Frachtfluggesellschaft, Express-Versand                              |
| Photros Air          |      | KHP  | PHOTROS AIR |                                                                                 |                                                                      |
| Safat Airlines       |      | IRV  | SAFAT AIR   |                                                                                 |                                                                      |
| Safiran Airlines     |      | SFN  | SAFIRAN     | Flughafen Teheran-Mehrabad                                                      | 1988–2013                                                            |
| Saha Airlines        |      | IRZ  | SAHA        | Flughafen Teheran-Mehrabad                                                      | 1990–2013                                                            |
| Sahand Airlines      |      | IRS  | SAHAND AIR  |                                                                                 |                                                                      |
| TA-Air Airline       |      | IRF  | TA-AIR      |                                                                                 |                                                                      |
| Tara Airlines        |      | IRR  | TARAIR      |                                                                                 |                                                                      |
| Tehran Airlines      |      | THR  | TEHRAN AIR  | Flughafen Teheran-Mehrabad                                                      |                                                                      |